# LFP Manager 11
LFP Manager 11 (FIFA Manager 11) est la version 2011 de la série de gestion sportive LFP Manager de EA Sports et la suite directe de LFP Manager 10, c'est également le 10e jeu de la franchise. LFP Manager 11 a été développé par Bright Future et édité par EA Sports le 28 octobre 2010.

## Accueil
- Jeuxvideo.com : 15/20[4]